# Saturnin Allagbé
Saturnin Allagbé Kassifa Owalabi (* 22. November 1993 in Assava) ist ein beninisch-französischer Fußballtorhüter.

## Karriere

### Verein
Allagbé begann seine Karriere beim heimischen Centre de Tanéka sowie dem ASPAC FC und gab 2009 dort auch sein Profi-Debüt im Championnat National du Benin gegen die AS Dragons FC de l’Ouémé. Hier konnte er 2010 sowie 2012 die nationale Meisterschaft feiern und anschließend an der CAF Champions League teilnehmen. 2014 wechselte der Torhüter weiter nach Frankreich zum damaligen Zweitligisten Chamois Niort. Dort spielte er vorerst in dessen Reservemannschaft, ehe er am 15. April 2016 in der Ligue 2 beim Spiel gegen Red Star Paris für die Profis debütierte. Ab der folgenden Saison war Allagbé dann Stammtorhüter und absolvierte bis 2020 insgesamt 124 Pflichtspiele für den Verein. Dann folgte der nächste Wechsel zum FCO Dijon in die Ligue 1. Dieser verlieh ihn ein Jahr später an den Zweitligisten FC Valenciennes und nach seiner Rückkehr pendelte er zwischen den Profis und der Reservemannschaft Dijons. Nachdem sein Vertrag im Sommer 2024 ausgelaufen war, schloss Allagbé sich Ende September dem bulgarischen Erstligisten FC Botew Wraza an. 

### Nationalmannschaft
Im September 2010 wurde Allagbé erstmals für die A-Nationalmannschaft Benins als dritter Torhüter berufen und gab dort als 17-jähriger sein Debüt am 9. Februar 2011 im Testspiel gegen Libyen (2:2). Im folgenden Jahr war er Stammtorhüter der U-23-Auswahl und spielte mit dem Team die Qualifikation für die olympischen Sommerspiele 2012 in London. Im März 2013 folgten noch drei Einsätze für die U-20-Auswahl beim Afrika-Cup in Algerien und 2019 nahm er mit der A-Nationalmannschaft ebenfalls am Afrika-Cup teil. Beim Turnier in Ägypten kam er zu drei Partien und schied im Viertelfinale gegen den Senegal mit 0:1 aus.

## Erfolge
- Beninischer Meister: 2010, 2012

## Sonstiges
Sein jüngerer Bruder Samson Allagbé (* 2000) ist ebenfalls Torhüter und spielt seit 2023 für den französischen Fünftligisten FC Chauray.